# 克薩韋里夫卡德魯加
50°1′44″N 30°10′4″E / 50.02889°N 30.16778°E
克薩韋里夫卡-德魯哈（烏克蘭語：Ксаверівка Друга）是位於烏克蘭北部的村莊，由基辅州白采爾克瓦區的赫雷賓基市鎮負責管轄。該村始建於1992年，面積0.43平方公里，海拔高度193米，2001年人口399，人口密度每平方公里523.3人。